# Andréa Sorvetão
Andréa Maria da Silva Faria Antunes (Rio de Janeiro, 1 de agosto de 1973), mais conhecida pelo nome artístico de Andréa Sorvetão, é uma empresária, atriz e apresentadora brasileira, nacionalmente conhecida por ter feito parte das Paquitas, grupo que acompanhava a apresentadora Xuxa. Ao longo dos anos, também teve outros trabalhos na televisão. Desde 2008 dedica-se ao buffet infantil Casa de Festas Sorvetão no Rio de Janeiro.

## Carreira
Em 1986, após realizar diversos trabalhos em comerciais e publicidade, Andréa iniciou a carreira na televisão como assistente de palco da apresentadora Xuxa, se tornando a quarta Paquita, após Andréa Veiga (Paquita Paca) a primeira Paquita de todas, Heloísa Morgado (Paquita 2) a segunda Paquita que participou do programa Clube da Criança da Rede Manchete, e Andréa Rosa (Xiquita) a terceira Paquita que participou do programa Clube da Criança da Rede Manchete. Seu apelido no grupo era Xiquita Sorvetão, que ainda é usado como seu nome artístico até os dias de hoje. No cargo esteve nos programas Xou da Xuxa e Bobeou Dançou. Com o crescimento do grupo, gravou um disco com as demais garotas, o álbum homônimo Paquitas, que foi lançado em 1989. Em 1990 deixou de ser assistente de palco para se tornar atriz no programa humorístico Os Trapalhões, onde ficou por cinco anos. Andréa posou nua para a revista Playboy e para a revista Sexy. Em 1999 se tornou apresentadora do programa infantil Galera na TV, nos primeiros anos da RedeTV!. Entre 2003 e 2004 apresentou o Clube da Sorvetão na TV Universo e, entre 2005 e 2006 apresentou o Vida Animal ao lado de seu marido na RecordTV. Em 2014, Andréa participou de um episódio da terceira temporada do seriado de televisão Pé na Cova, então exibido pela Rede Globo. Andréa participou do episódio "A Honra Perdida de Gedivan Pereira", onde interpretou a personagem apelidada de "Quarentona Toda Boa".

## Reality show
Em 2014, Andréa participou da sétima temporada do reality show A Fazenda que é exibido pela Rede Record, na qual acabou ficando em 6.º lugar na competição. Em 2016, Andréa integrou o elenco da primeira temporada do reality show Power Couple que é exibido pela Rede Record, juntamente com o seu marido, o cantor Conrado. O casal acabou ficando em 4.º lugar na competição. Em 2020, Andréa participou de um outro reality show que foi um episódio da segunda temporada do Troca de Esposas que é exibido pela RecordTV. Andréa participou então neste episódio do reality show com a gestora ambiental Tatiana Marigo. Neste episódio do reality show a gestora ambiental Tatiana Marigo foi para a residência de Andréa, localizada na cidade do Rio de Janeiro, na qual então conviveu com a família de Andréa, entre eles o cantor Conrado (marido de Andréa). Tatiana Marigo era fã, quando foi criança da apresentadora  Xuxa, na qual neste episódio do reality show, Tatiana participou de um show ao lado de algumas Paquitas. Em contrapartida, Andréa foi então para a residência da gestora ambiental Tatiana Marigo, localizada na cidade de Salvador, na qual conviveu com a família de Tatiana, que tem orgulho de ser ecológica e adepta da reciclagem.

## Vida pessoal

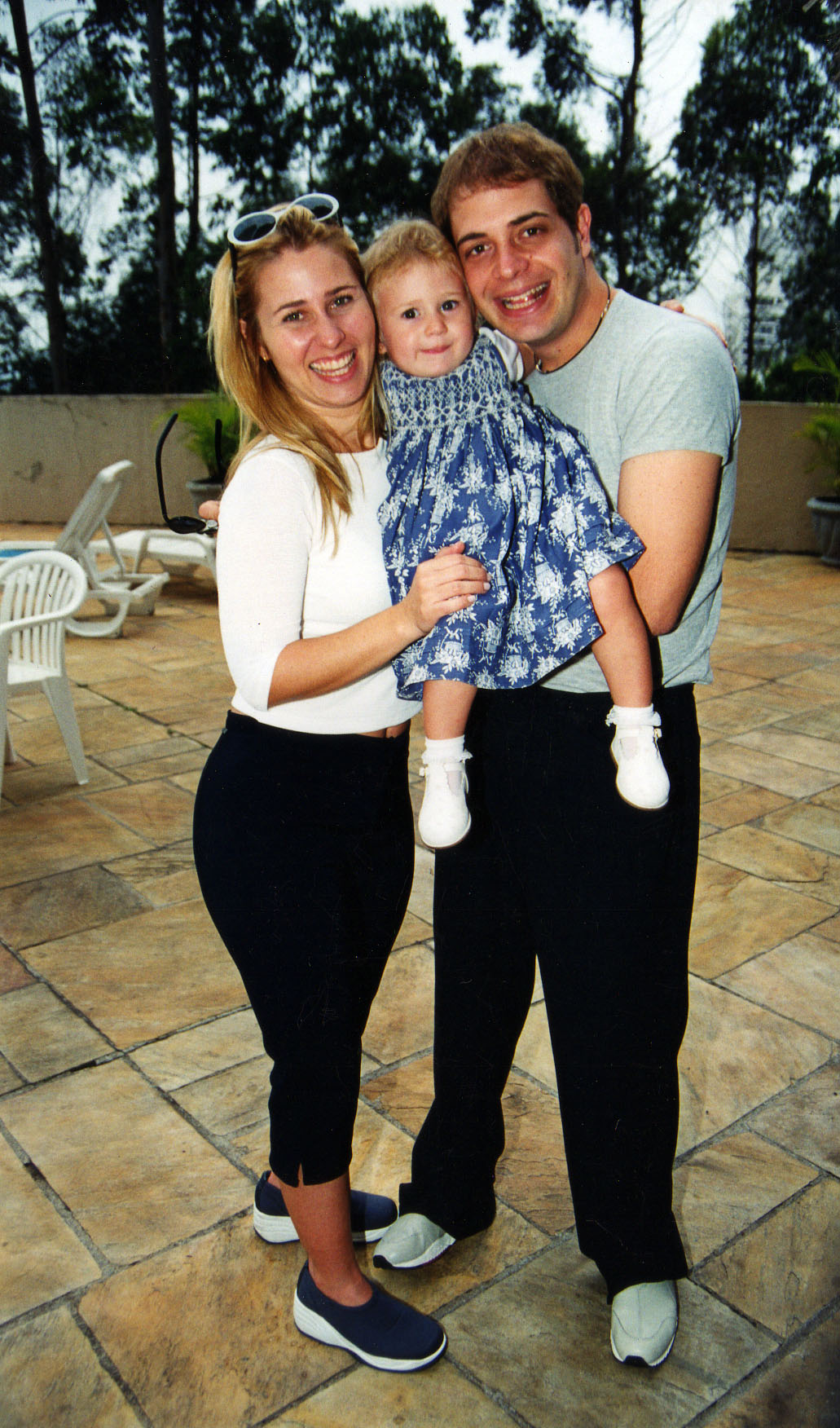
Andréa ao lado do marido Conrado e a filha

Em agosto de 1989 começou a namorar o cantor Conrado, com quem se casou em dezembro de 1994 e teve duas filhas, Giovanna e Maria Eduarda.

## Filmografia

### Televisão
| Ano           | Título               | Personagem / Cargo            | Notas                                           |
| ------------- | -------------------- | ----------------------------- | ----------------------------------------------- |
| 1986          | Dona Beija           | Órfã                          | Episódio: "31 de março"                         |
| 1986–90       | Xou da Xuxa          | Paquita (assistente de palco) |                                                 |
| 1989          | Bobeou Dançou        | Paquita (assistente de palco) |                                                 |
| 1990–95       | Os Trapalhões        | Várias personagens            |                                                 |
| 1996–99       | Xuxa Park            | Repórter                      | Quadro: Abobrinhas                              |
| 1998          | Malhação             | Luana                         | Participação especial                           |
| 1999–01       | Galera na TV         | Apresentadora                 |                                                 |
| 2003–04       | Clube da Sorvetão    | Apresentadora                 |                                                 |
| 2005          | Vida Animal          | Apresentadora                 |                                                 |
| 2014          | Pé na Cova           | Quarentena Toda Boa           | Episódio: "A Honra Perdida de Gedivan Pereira"  |
| 2014          | A Fazenda            | Participante                  | Temporada 7                                     |
| 2016          | Power Couple Brasil  | Participante                  | Temporada 1                                     |
| 2018–presente | Canta Comigo         | Jurada                        |                                                 |
| 2019          | Bancando o Chef      | Participante                  | Episódio: "Andreia Sorvetão x Valesca Popozuda" |
| 2020          | Troca de Esposas     | Participante                  | Episódio: "Andreia Sorvetão x Tati Marigo"      |
| 2020–presente | Canta Comigo Teen    | Jurada                        |                                                 |
| 2024          | Para Sempre Paquitas | Ela Mesma                     | Episódios 1 e 2                                 |

### Cinema
| Ano  | Titulo                                | Personagem |
| ---- | ------------------------------------- | ---------- |
| 1991 | Os Trapalhões e a Árvore da Juventude | Marta      |
| 1999 | Xuxa Requebra                         | Andrea     |

### Internet
| Ano           | Título          | Cargo         | Plataforma |
| ------------- | --------------- | ------------- | ---------- |
| 2017-presente | Andréa Sorvetão | Apresentadora | YouTube    |

### Discografia:
Álbuns:
| Ano  | Título           | Notas  |
| ---- | ---------------- | ------ |
| 1991 | Me Leva Pra Casa |        |
| 2004 | Casa da Sorvetão | CD/DVD |
| 2010 | Vamos Festejar   |        |

EPs e Singles:
| Ano  | Título                                                        | Notas |
| ---- | ------------------------------------------------------------- | ----- |
| 1989 | Aconteceu                                                     |       |
| 1990 | Conrado e Andréa Sorvertão - A Tarde / La Tarde En Que Te Ame |       |